# وزارة الشؤون الخارجية (هولندا)
وزارة الشؤون الخارجية (بالهولندية: Ministerie van Buitenlandse  Zaken) اختصاراً (BZ)، هي الوزارة الهولندية المسؤولة عن العلاقات الخارجية و‌السياسة الخارجية و‌التنمية الدولية و‌التجارة الدولية والمغتربين والمسائل المتعلقة بالاتحاد الأوروبي و‌حلف شمال الأطلسي و‌اتحاد البنلوكس. تم إنشاء الوزارة في عام 1798 باعتبارها وزارة الشؤون الخارجية لجمهورية باتافيا. في عام 1876، أصبحت وزارة الشؤون الخارجية. وزير الخارجية (بالهولندية: Minister van Buitenlandse Zaken) هو رئيس الوزارة وعضو مجلس الوزراء الهولندي، وزير الشؤون الخارجية الحالي هو بين كنابين ‏. وزير التجارة الخارجية والتعاون الإنمائي (بالهولندية: Minister voor Buitenlandse Handel en Ontwikkelingssamenwerking) هو وزير بدون حقيبة في وزارة الخارجية، وزير التجارة الخارجية والتعاون الإنمائي الحالي هو توم دي بروين ‏.

## التاريخ
تشكلت الوزارة في عام 1798 باعتبارها وزارة الشؤون الخارجية لجمهورية باتافيا. منذ عام 1965، تم تعيين وزير خاص للتنمية الدولية في كل حكومة باستثناء رئيس الوزراء بالكنإنده ورئيس الوزراء روتي.

## المسؤوليات
الوزارة مسؤولة عن العلاقات الخارجية لهولندا ومسؤولياتها وهي كما يلي:
- الحفاظ على العلاقات مع البلدان الأخرى والمنظمات الدولية.
- تعزيز التعاون مع البلدان الأخرى.
- مساعدة البلدان النامية على تسريع تنميتها الاجتماعية والاقتصادية من خلال التعاون الدولي.
- تعزيز مصالح المواطنين الهولنديين وهولندا في الخارج.
- جمع المعلومات عن البلدان الأخرى والتطورات الدولية للحكومة والأطراف المعنية الأخرى.
- توفير معلومات حول السياسة الهولندية وموقف هولندا من القضايا والتطورات الدولية.
- تقديم هولندا إلى العالم.
- التعامل مع الطلبات المقدمة من الأجانب الذين يعيشون في هولندا ومشاكلهم أو السعي لدخول البلاد أو مغادرتها.

## التنظيم
يوفر وزير الشؤون الخارجية ووزير التجارة الخارجية والتعاون الإنمائي القيادة السياسية للوزارة. تتألف الوزارة من أربع مديريات عامة، تتعامل مع مجال سياسة معين:
- الإدارة العامة للشؤون السياسية تهتم بالسلام والأمن وحقوق الإنسان. ويشمل ذلك السياسة الخارجية والأمنية المشتركة للاتحاد الأوروبي، والدور السياسي لحلف شمال الأطلسي، و‌الأمم المتحدة، وإرشادات للسفارات والبعثات الدبلوماسية الأخرى.
- الإدارة العامة للتعاون مع الاتحاد الأوروبي. وهي مسؤولة عن العلاقات الهولندية مع أعضاء الاتحاد الأوروبي والبلدان المُرشحة. كما أنها تنسق السياسة في المنظمات الإقليمية الأخرى مثل مجلس أوروبا و‌منظمة التعاون الاقتصادي والتنمية في الميدان الاقتصادي و‌بنلوكس.
- المديرية العامة للتعاون الدولي مسؤولة عن التنمية الدولية، تمشياً مع الأولويات الهولندية الأربعة وهي المياه والأمن وسيادة القانون والأمن الغذائي والصحة الجنسية والإنجابية والحقوق.
- تعزز المديرية العامة للعلاقات الاقتصادية الخارجية مصالح الشركات الهولندية في الخارج وتساعد في تشكيل مساهمة هولندا في النظام الاقتصادي العالمي.

يوجد في هولندا حوالي 140 بعثة دبلوماسية في الخارج.

## وصلات خارجية
- الموقع الرسمي
 (باللغة الهولندية)
  - الموقع الرسمي
 (باللغة الإنجليزية)